# Secret Valentine EP
Secret Valentine EP är den andra EPn från powerpopbandet We the Kings. EP:n släpptes 16 december 2008.

## Låtlista
1. "Secret Valentine" (radio mix) – 4:02
2. "Feel Good Inc." – 4:32
3. "Make It or Not" – 3:14
4. "Bring Out Your Best" – 3:59
5. "Secret Valentine" (acoustic) – 3:50
6. "There Is a Light" (feat. Martin Johnson) – 3:56